# Зеллер, Фред
Фред (Фредерик Виктор) Зеллер (фр. Fred (Frédéric Victor) Zeller) (26 марта 1912 года, Париж — 7 февраля 2003 года, Бержерак) — французский политик и художник. Троцкистский активист с 1930 по 1940 годы. Великий мастер Великого востока Франции с 1971 по 1973 годы.

## Биография
Происходил из относительно состоятельной семьи. Он провёл своё детство в Мелен и получил первоначальное образование в колледже Жака Амио. В возрасте 15 лет он купил первую коробку красок и мальберт, которые ему достались от художника барбизонской школы Армана Кассажа. Дальнейшее обучение Фред продолжил в Школе декоративных искусств на улице Ульм.

### В социалистическом движении
Участие в социалистическом движении молодой студент изобразительных искусств начинает со знакомства с Леном Блюмом и Венсаном Ориолем. Он присоединился к Социалистическим студентам в 1931 году, затем к Социалистической молодёжи и, наконец, к СФИО. Став одним из лидеров Социалистической молодёжи, он возглавил внутри этой молодёжной организации СФИО течение под названием «Революционная социалистическая молодежь», которое одновременно противостояло и более реформистскому крылу, и протроцкистскому течению, близкому к большевистско-ленинской группе Жерара Розенталя. В 1935 году он также создал журнал Révolution, который издавал вместе с троцкистским активистом Давидом Руссе.
Став генеральным секретарём «Социалистической молодежи» Сены, он был, к собственному удивлению, исключён руководством СФИО из её членов после Мюлузского конгресса 1935 года. Он пытался добиться от Леона Блюма восстановления исключённых, но тщетно, затем обратился к Марсо Пиверу, который только что создал свое движение «Революционные левые» внутри СФИО — но в итоге Зеллера, как и троцкистов, из партии всё равно исключили. В поисках политических ориентиров Зеллер поддался на уговоры Жана ван Хейеноорта ответить на приглашение Льва Троцкого, с которым он познакомился по приезде последнего в Париж, присоединиться к нему в Норвегии, где он сам находился под домашним арестом. Именно эта встреча побудила Зеллера присоединиться к троцкистскому движению в рамках Международной рабочей партии.
По возвращении в Париж, Зеллер примкнул к «Революционной социалистической молодёжи» (РСМ), созданной Иваном Крайпо, бывшим членом Международной рабочей партии, которая присоединилась к Четвёртому интернационалу и оставалась в его составе несколько лет после Второй мировой войны. Вместе с Жаном Русом вступил в основанную Марсо Пивером Социалистическую партию рабочих и крестьян.

### Во время войны
Зеллер выступал против Мюнхенского соглашения и нацизма, фактически готовясь к началу оккупации и сопротивлению. После начала войны, в июне 1940 года, РСМ Зеллера объединилась с Комитетом за Четвёртый Интернационал Ивана Крайпо и обескровленной МРП. Они выпустили 30 августа 1940 года первую подпольную газету в оккупации: La Vérité, organe bolchevique-léniniste («Правда, орган большевиков-ленинцев» или «Истинное дело большевиков-ленинцев»).
Затем Зеллер отходит от троцкизма и участвует в создании печатных вестников La Révolution française и Le Combat national révolutionnaire Национального революционного движения (НРД), организованные Жаном Русом. Оба издания были враждебны парламентаризму и поддерживали «Национальную революцию». НРД также выступало за создание Соединённых Социалистических Штатов Европы.

### После войны
С 1945 года Фред Зеллер постепенно отходит от участия в политической деятельности, чтобы посвятить себя живописи. Он пишет свои картины на границе сюрреализма и символизма. Однако, он всё ещё остаётся членом сперва Международной рабочей партии с 1946 по конец 1947 года, а затем «Революционного демократического объединения», где состоял с другими экс-троцкистами  вроде Давида Руссе, а также Жаном-Полем Сартром. В 1948 году он уезжает в деревушку Эз и там, через два года, создаёт краеведческий музей.
В 1953 он вступает в ложу «Масонский авангард», которая находится под юрисдикцией Великого востока Франции.
Фред Зеллер был избран великим мастером Великого востока Франции в 1971 году, и занимал эту должность до 1973 года.
В должности великого мастера, Фред Зеллер смог добиться большей открытости миру французского масонства. Зеллер также вновь стал членом СФИО в 1958 году и создал в ней кружок Cercle fraternel d'étude et d'action socialiste.
Он умер 7 февраля 2003 в Бержерак, в возрасте девяноста лет.
В 2009 году была организована ретроспективная выставка его картин в Национальной высшей школе искусств и ремёсел.
В 2012 году великий мастер Великого востока Франции, Ги Арсизе открыл в парижской штаб-квартире ВВФ памятный знак в честь Фреда Зеллера. Фред Зеллер был «инициатором экстериоризации работ Великого востока Франции», сказал Гай Арсизе по этому поводу.

## Публикации
- Trois points, c’est tout (Fred Zeller) Éditions Robert Laffont (1976)
- Les Chemins de la Révolution (Alain Krivine et Fred Zeller) Éditions Belfond (1977)
- Témoin du siècle (Fred Zeller)